# Sector3 Studios
A Sector3 Studios (korábban SimBin Studios) svéd videójáték-fejlesztő és -kiadó cég. A vállalatot 2003-ban alapították, és elsősorban versenyszimulátorokat fejleszt Windowsra. A cég székhelye Lidköpingben található. A vállalat az Image Space Incorporated F1 2002 című játékának modkészítő csapataként indult, első modjuk az FIA GT versenysorozat 2002-es szezonján alapult, a mod gyakorlatilag az első kereskedelmi forgalomban megjelent játékuk elődje.
A vállalat készítette el a 10tacle által megjelentetett GTR – FIA GT Racing Game, GT Legends és GTR – FIA GT Racing Game 2, illetve az Eidos Interactive által megjelentetett Race – The Official WTCC Game és Race 07 – The Official WTCC Game című versenyszimulátorokat. A Race 07-et hét kiegészítőcsomaggal támogatták: GTR Evolution, STCC – The Game, Race On, STCC – The Game 2, GT Power Expansion, WTCC 2010 és Retro Expansion. A GTR megjelenése után, 2005 májusában a játék fejlesztőcsapatának magja kilépett a cégből és megalapította a Blimey! Gamest. A GTR 2-t a SimBin és a Blimey! közösen készítette el.
A 2009 februárjában az Atari által Xbox 360 otthoni videójáték-konzolra megjelentetett Race Pro volt a cég első konzolos játéka. 2009 májusában a SimBin megjelentette a Volvo – The Game című ingyenesen játszható játékot Windowsra. A játék hat autót, két versenypályát, illetve egyetlen játékmódot tartalmaz. A vállalat 2012-ben RaceRoom Racing Experience címmel újabb ingyenesen játszható játékot jelentetett meg.
2014. szeptember 1-jén a SimBin Studios egy vállalati átszervezés keretében Sector3 Studiosra váltotta a nevét. A névváltás legfőbb oka az volt, hogy a korábbi céget egy szerződés az akkori varai székhelyéhez kötötte és át akart költözni a forgalmasabb Lidköpingbe.
A cég 2016 októberében liverpooli székhellyel SimBin UK név alatt leányvállalatot alapított. A brit vállalat a GTR 3 fejlesztésért felel, míg a svéd anyacég a RaceRoomhoz készít új tartalmakat.

## Videójátékai
| Cím                              | Megjelenés           | Műfaj             | Platform                         |
| -------------------------------- | -------------------- | ----------------- | -------------------------------- |
| GTR – FIA GT Racing Game         | 2005. március 11.    | Versenyszimulátor | Windows                          |
| GT Legends                       | 2005. október 15.    | Versenyszimulátor | Windows                          |
| GTR 2 – FIA GT Racing Game       | 2006. szeptember 29. | Versenyszimulátor | Windows                          |
| Race – The Official WTCC Game    | 2006. november 24.   | Versenyszimulátor | Windows                          |
| Race 07 – The Official WTCC Game | 2007. október 12.    | Versenyszimulátor | Windows                          |
| Race Pro                         | 2009. február 17.    | Versenyszimulátor | Xbox 360                         |
| Volvo – The Game                 | 2009. május 26.      | Versenyszimulátor | Windows                          |
| RaceRoom Racing Experience       | 2013. február 12.    | Versenyszimulátor | Windows                          |
| GTR 3                            | TBA                  | Versenyszimulátor | Windows, PlayStation 4, Xbox One |

## Fordítás
- Ez a szócikk részben vagy egészben  a   Sector3 Studios című angol Wikipédia-szócikk ezen változatának fordításán alapul.  Az eredeti cikk szerkesztőit annak laptörténete sorolja fel. Ez a jelzés csupán a megfogalmazás eredetét és a szerzői jogokat jelzi, nem szolgál a cikkben szereplő információk forrásmegjelöléseként.